# Deborah K. Ross
Pour les articles homonymes, voir Deborah Ross.
Deborah Koff Ross, née le 20 juin 1963 à Philadelphie, est une avocate et femme politique américaine membre du Parti démocrate.

## Biographie

### Jeunesse et carrière professionnelle
Deborah Ross est née à Philadelphie et a grandi au Connecticut. Elle rejoint la Caroline du Nord pour étudier le droit à l'université de Caroline du Nord.
De 1994 à 2002, elle dirige l'Union américaine pour les libertés civiles (en anglais : American Civil Liberties Union ou ACLU) de Caroline du Nord. À ce poste, elle défend notamment le droit de brûler le drapeau américain et critique le registre des délinquants sexuels et sa publication en ligne.
De 2013 à 2015, elle est directrice juridique de GoTriangle, qui gère les transports en commun dans les comtés de Durham Orange et Wake. Après les élections de 2016, elle rejoint un cabinet d'avocats à Raleigh.

### Carrière politique

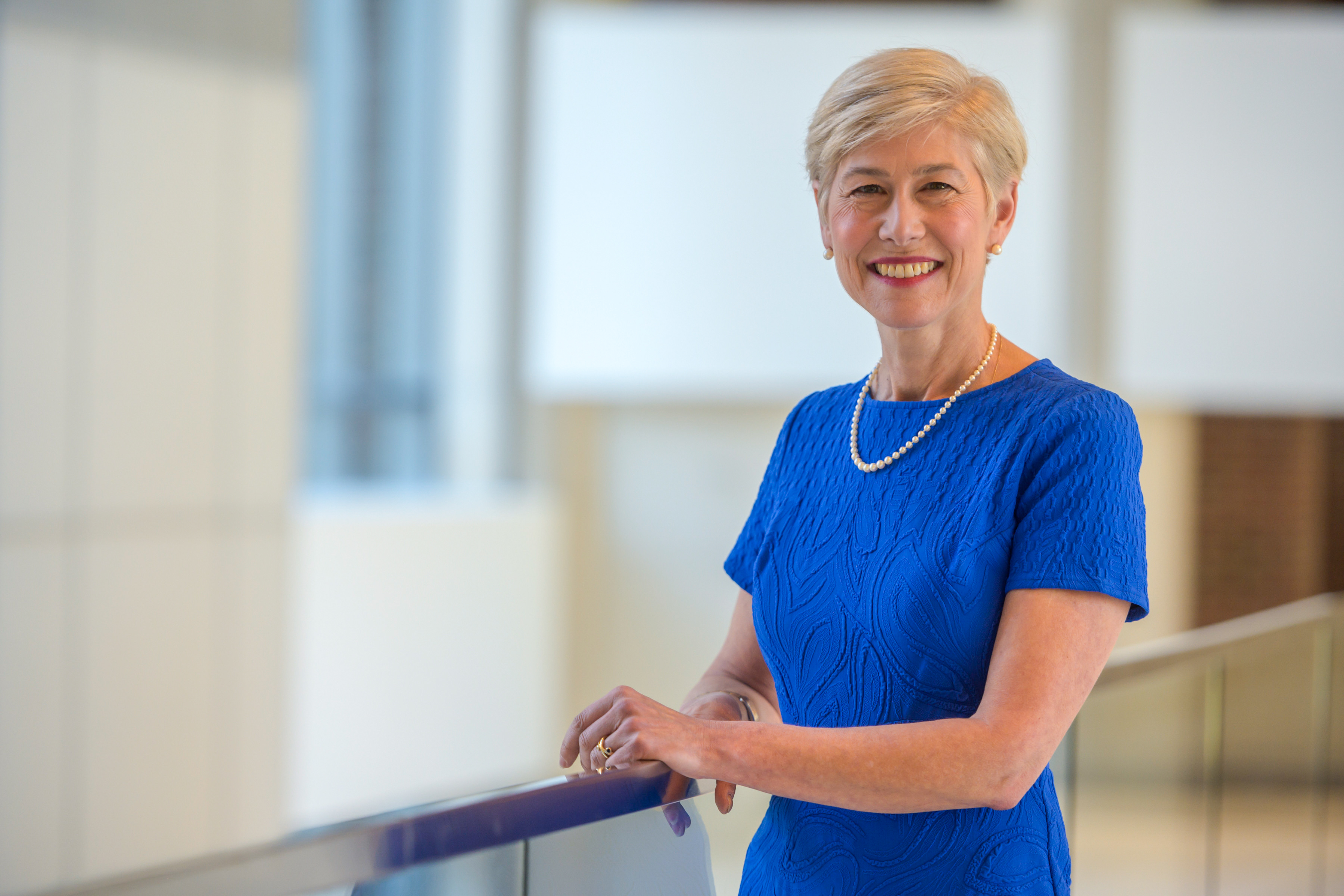
Deborah Ross en 2020.

De 2003 à 2013, Deborah Ross siège au sein de la Chambre des représentants de Caroline du Nord.
Lors des élections américaines de 2016, elle se présente au Sénat des États-Unis face au républicain Richard Burr. Alors que de nombreuses personnalités démocrates, dont l'ancienne sénatrice Kay Hagan, choisissent de ne pas se présenter, elle reçoit le soutien d'Emily's List puis de la direction démocrate du Sénat. Elle remporte facilement la primaire démocrate avec 62 % des voix, face à trois autres candidats. En vue de l'élection générale, près de 60 millions de dollars sont dépensés par des groupes extérieurs aux candidats, principalement en publicités négatives. Burr est attaqué pour favoriser les entreprises contribuant à ses campagnes politiques tandis que Ross est critiquée pour sa défense de délinquants sexuels lorsqu'elle dirigeait l'ACLU,. L'avance de Burr dans les sondages se réduit à l'approche de l'élection. Richard Burr est toutefois réélu avec 51,1 % des suffrages contre 45,3 % pour Ross.
À l'approche des élections de 2020, les circonscriptions de Caroline du Nord à la Chambre des représentants des États-Unis sont annulées par la justice et redessinées. Deborah Ross se présente alors dans le nouveau 2e district congressionnel, qui comprend désormais l'essentiel du comté de Wake favorable aux démocrates. Elle remporte la primaire démocrate avec environ 70 % des voix et devient la grande favorite de l'élection générale de novembre. Le 3 novembre 2020, elle est élue membre de la Chambre des représentants des États-Unis avec environ 63 % des voix face au républicain Alan Swain. Elle est réélue le 8 novembre 2022 et de nouveau le 5 novembre 2024.